# フライ・ジャマイカ航空256便事故
フライ・ジャマイカ航空256便事故は、2018年11月9日に発生した航空事故である。チェディ・ジェーガン国際空港発トロント・ピアソン国際空港行きだったフライ・ジャマイカ航空256便（ボーイング757-23N）が、離陸直後に油圧トラブルに見舞われた。パイロットは、チェディ・ジェーガン国際空港へ緊急着陸を行ったが、滑走路をオーバーランした。機体は損傷を負い、乗客であった86歳の女性が1週間後に死亡した。

## 事故機
事故機のボーイング757-23N（N524AT）は、2基のロールス・ロイス RB211を搭載していた。1999年に製造され、ATA航空に納入された。その後、いくつかの航空会社を経て2012年にフライ・ジャマイカ航空が購入した。

## 事故の経緯
256便は、現地時間2時09分にチェディ・ジェーガン国際空港を離陸した。管制官は、高度20,000フィート (6,100 m)までの上昇を許可した。巡航高度に達する前に、パイロットが油圧の問題を報告し、空港への引き返しを行った。2時53分に256便はチェディ・ジェーガン国際空港の滑走路06へ着陸したが、機体は滑走路内で停止せずにフェンスを突き破った。機体は、右主脚と第2エンジンに大きな損傷を負った。